# Erbacher Kopf
Der Erbacher Kopf ist ein rund 580 m hoher Berg im Taunus. Der Erbacher Kopf ist ein Teil des Taunushauptkamms und zählt nach der Kalten Herberge und mit der Hallgarter Zange zu den drei höchsten Bergen des Rheingaugebirges.

## Geographische Lage
Der Erbacher Kopf liegt im Rheingau-Taunus-Kreis in der Gemarkung Erbach und ist deren höchste Erhebung. Man kann davon ausgehen, dass die Namensgebung diesem Umstand geschuldet ist. Zugleich ist der Erbacher Kopf der höchste Punkt im Stadtgebiet von Eltville am Rhein.
Bei dem Erbacher Kopf handelt es sich um ein dicht mit Nadelwald bestandenes Gipfelplateau von etwa 150 Metern Durchmesser. Es bildet den östlichen Pfeiler des sich von hier vier Kilometer nach Südwesten bis jenseits der Kalten Herberge erstreckenden höchsten Teils der Kammlinie, in der das Rheingaugebirge gipfelt. In diesem Kammabschnitt gibt es keinen Punkt, der niedriger als 560 Meter liegt. Nach Süden fällt der Erbacher Kopf zum Kisselbachtal mit der Kisselmühle, dem Gaisgarten und Kloster Eberbach steil ab.
Erschlossen ist der Erbacher Kopf durch den rechtsrheinischen Rheinhöhenweg, der 1500 Meter weiter nordöstlich am Waldparkplatz Förster-Bitter-Eiche die Landstraße von Kiedrich nach Hausen vor der Höhe kreuzt, von dort ausgehend das Gipfelplateau im Norden streift und dann über Kasimirkreuz zu dem zwischen Kalter Herberge und Hallgarter Zange liegenden Waldparkplatz Kreistanne führt.
Wegen der dichten Bewaldung ist der Erbacher Kopf kein Aussichtsberg. Der nächstgelegene Aussichtspunkt ist eine Waldschneise 1500 Meter weiter westlich an der Peerenboom-Hütte, die den Blick nach Erbach eröffnet. Durch wiederholte Sturmschäden bietet der Heidekopf, ein 500 m hoher Nebengipfel am Ende eines 1200 Meter vom Gipfelplateau nach Osten führenden Bergrückens zwischen dem Sillgraben und dem Pfaffenborn, Aussichtspunkte nach Süden und Osten.

## Geschichte

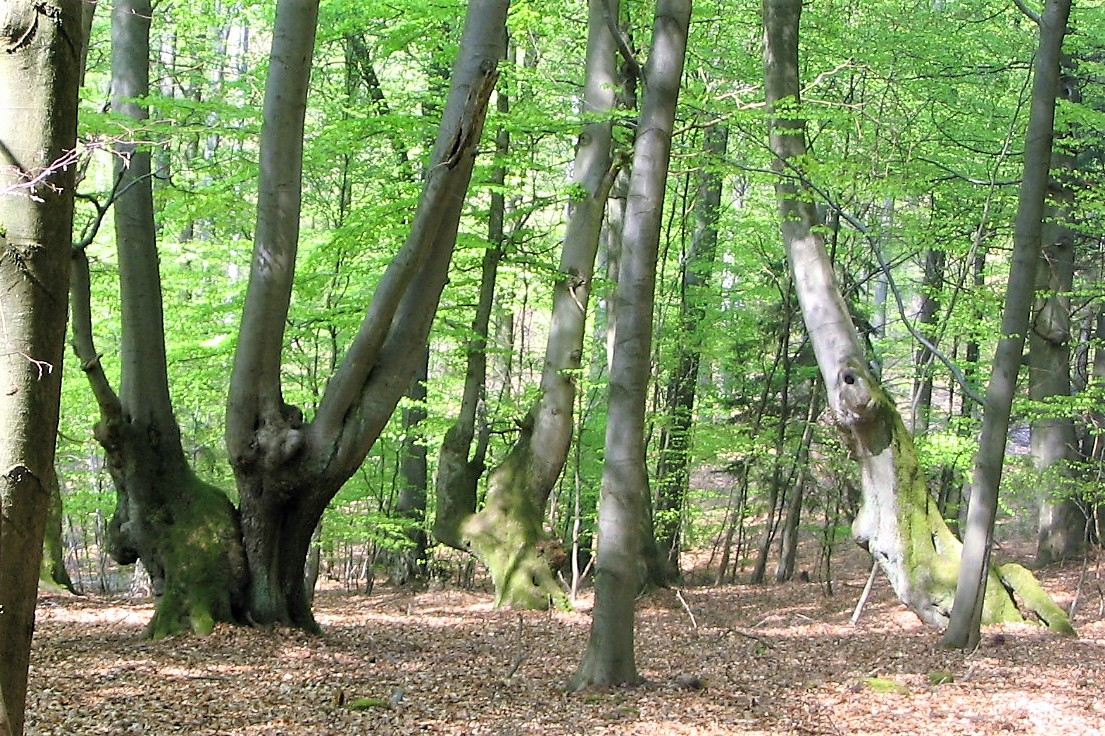
Drei alte Gebückbäume im Wolfsrück nördlich des Erbacher Kopfs

Am Nordhang des Erbacher Kopfs verlief in etwa 500 Meter Höhe über Jahrhunderte hinweg das Rheingauer Gebück. Relikte dieser im Mittelalter aus Bäumen und Hecken errichteten natürlichen Grenzbefestigung, die den seit 983 zum Erzbistum Mainz gehörenden Rheingau vor feindlichen Übergriffen aus dem Taunus schützen sollte, sind im Walddistrikt Wolfsrück noch zu finden. Auch die Namen der benachbarten Walddistrikte Bollwerk und Gebück geben von dieser Vergangenheit Kunde.